# Coelorachis impressa
Coelorachis impressa là một loài thực vật có hoa trong họ Hòa thảo. Loài này được (Griseb.) Nash mô tả khoa học đầu tiên năm 1909.